# Hans-Ulrich Ludewig
Hans-Ulrich Ludewig (* 1943 in Waldenburg, Niederschlesien) ist ein deutscher Historiker. Er war seit 2000 als akademischer Direktor am Historischen Seminar der Technischen Universität Braunschweig tätig.

## Leben
Ludewig wurde in Schlesien geboren, wuchs jedoch in Bayern auf und machte dort sein Abitur. Im Anschluss studierte er an der Ludwig-Maximilians-Universität München Geschichtswissenschaft, Germanistik und Politikwissenschaft mit dem Ziel, Lehrer zu werden. Nach seiner Examensarbeit begann Ludewig das Lehramtsreferendariat, arbeitete jedoch bereits parallel als Assistent am Lehrstuhl für Neuere Geschichte der Universität München. Nach dem Ende der zweijährigen Referendarszeit entschloss er sich gegen eine Lehrerlaufbahn und nahm 1972 eine Stelle als wissenschaftlicher Mitarbeiter am Historischen Seminar der TU Braunschweig an. Dort arbeitete er als Studienrat im Hochschuldienst und war Mitarbeiter des Akademischen Rats. Zudem promovierte er dort 1975 mit einer Arbeit zur Geschichte der Arbeiterbewegung in der Weimarer Republik. Im Jahr 2000 wurde er zum Akademischen Direktor ernannt.
Neben seiner Tätigkeit in Seminaren und Kursen für die Studierenden widmete sich Ludewig in der Forschung dem Deutschland des 19. und 20. Jahrhunderts, insbesondere der Arbeiterbewegung und der Justiz in der Zeit des Nationalsozialismus. Ein weiterer Schwerpunkt ist die Regionalgeschichte von Braunschweig und Umgebung. Nachdem Ludewig 2008 in Pension gegangen war, wurde die Bibliothek des Historischen Seminars ihm zu Ehren in Hans-Ulrich Ludewig Bibliothek (HULB) umbenannt.

## Publikationen (Auswahl)
- Arbeiterbewegung und Aufstand: eine Untersuchung zum Verhalten der Arbeiterparteien in den Aufstandsbewegungen der frühen Weimarer Republik 1920–1923. Matthiesen Verlag, Husum 1978, ISBN 3-7868-1432-5 (zugleich Dissertation).
- Das Herzogtum Braunschweig im Ersten Weltkrieg: Wirtschaft–Gesellschaft–Staat (= Quellen und Forschungen zur Braunschweigischen Landesgeschichte. Nr. 26), Braunschweigischer Geschichtsverein, Braunschweig 1984.
- 100 Jahre Baugewerkschaft: wir über uns. 1988, OCLC 256082173.
- gemeinsam mit Dietrich Kuessner: „Es sei also jeder gewarnt“ – Das Sondergericht Braunschweig 1933–1945 (= Quellen und Forschungen zur Braunschweigischen Landesgeschichte. Nr. 36), Braunschweigischer Geschichtsverein, Braunschweig 2000, ISBN 3-928009-17-6.
- gemeinsam mit Gudrun Fiedler: Zwangsarbeit und Kriegswirtschaft im Lande Braunschweig 1939–1945 (= Quellen und Forschungen zur Braunschweigischen Landesgeschichte. Nr. 39), Appelhans, Braunschweig 2003, ISBN 3-930-29278-5.